# Anatole Flandin
Anatole Flandin, né le 11 juillet 1833 à Paris et mort le 7 septembre 1904 à Pont-l'Évêque, est un homme politique français. Il est député du Calvados entre 1876 et 1881 et conseiller général de Pont-L'Évêque de 1881 à sa mort.

## Biographie
Anatole Flandin est né à Paris le 11 juillet 1833 de Hugues Flandin. Il entre comme auditeur au Conseil d'État, devient secrétaire général de la préfecture du Calvados, puis passe maître des requêtes au Conseil d'État en 1869. 
Il démissionne avec l'avènement de la Troisième République, se retire sur ses terres en Normandie et devient membre du Conseil général du Calvados (pour le canton de Dozulé en 1870, puis celui de celui de Pont-l'Évêque en 1871). 
C'est aux élections législatives de 1876 qu'il entre dans la politique nationale. Il est élu dans la circonscription de Pont-L'Évêque comme candidat conservateur bonapartiste. Il siège à droite, dans le groupe de l'Appel au peuple, et donne son concours au gouvernement du 16 mai contre les 363.
Réélu en 1877, comme candidat officiel du maréchal de Mac-Mahon, il reprend sa place dans le groupe bonapartiste et vote avec la droite : contre le ministère Dufaure, contre l'élection de Jules Grévy à la présidence de la République, contre l'article 7 de la loi sur l'enseignement supérieur, contre l'amnistie et contre les lois nouvelles sur la presse et le droit de réunion. 
Il est battu par un candidat républicain en 1881. 
Marié à la nièce de François Cavé, il est le père d'Ernest Flandin et le beau-père d'André-Marin Labiche (fils d'Eugène Labiche).
Il meurt à Pont-L'Évêque le 7 septembre 1904.

## Sources
- « Anatole Flandin », dans Adolphe Robert et Gaston Cougny, Dictionnaire des parlementaires français, Edgar Bourloton, 1889-1891 [détail de l’édition]